# Georges Darboy

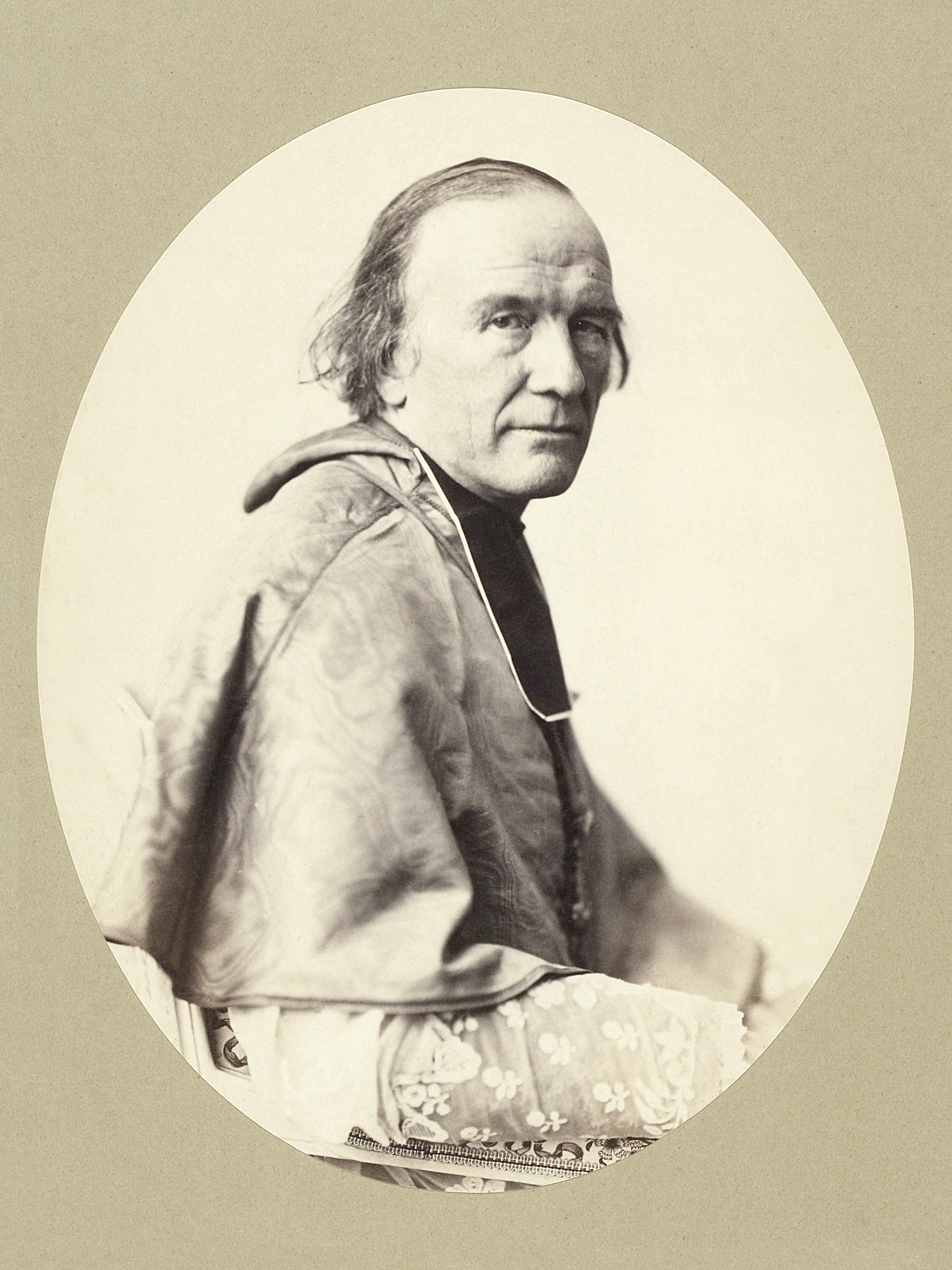
Georges Darboy
(ca.1865), Robert Jefferson Bingham, BnF

Georges Darboy (Fayl-Billot, 16 januari 1813 - Parijs, 24 mei 1871) was een Frans aartsbisschop.
Darboy studeerde aan het seminarie van Langres en werd in 1836 tot priester gewijd. Vervolgens werd hij onderpastoor in Saint-Dizier en vanaf 1840 professor aan het seminarie van Langres. Nadat het seminarie werd overgedragen aan een religieuze orde ging Darboy in 1845 naar Parijs in dienst van de aartsbisschop van Parijs, Denys Affre. Hij verwierf er een zekere bekendheid als vertaler van de werken van Dionysius Areopagita (Parijs 1845).

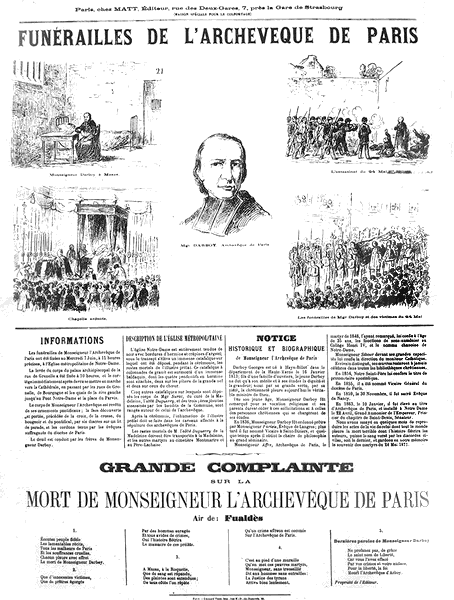
Pamflet bij de dood van Georges Darboys

Later werd hij priester in het klooster van de karmelieten, in 1846 aalmoezenier van het Lycée Henri-IV en titulair kanunnik van Notre-Dame. In november 1854 vergezelde hij aartsbisschop Marie-Dominique-Auguste Sibour naar Rome en kreeg van de paus de titel van apostolisch protonotaris eerste klasse. In 1855 werd hij titulair vicaris-generaal van Parijs en in 1859 bisschop van Nancy. In 1863 werd hij aartsbisschop van Parijs, in 1864 grootaalmoezenier van de keizer en in 1864 senator.
Darboy was gematigd van opvatting en een tegenstander van de jezuïeten, waardoor paus Pius IX zich hardnekkig verzette tegen de creatie tot kardinaal van Darboy, alhoewel dat door het keizerlijke hof gewenst was. Op het Eerste Vaticaans Concilie verzette Darboy zich als "opportunist" tegen het dogma van de onfeilbaarheid. Hij kwam op voor de rechten van de bisschoppen en stemde tegen het dogma, maar legde zich nadien stilzwijgend neer bij de uitslag.
Na zijn terugkeer naar Parijs in juli 1870 bleef hij op post zowel bij het beleg als bij de opstand van maart 1871. Hij werd in april gijzelaar voor gevangengenomen communards en op 24 mei samen met de president van het Hof van Cassatie Bonjean, pastoor Deguerry en drie andere geestelijken doodgeschoten in de gevangenis van La Roquette.

## Belangrijkste werken
- Les femmes de la Bible (Parijs, 1876)
- Les saintes femmes (1877)
- La vie de Saint-Thomas Becket (1860)
- Œuvres pastorales (1876, 2 delen)

- Biblioteca Nacional de España: XX1246545
- Bibliothèque nationale de France: cb12202776f (data)
- CiNii: DA13358120
- Gemeinsame Normdatei: 117622508
- International Standard Name Identifier: 0000 0001 0889 6495
- Library of Congress Control Number: n84046568
- Base Léonore: LH//658/48
- Nationale Bibliotheek van Israël: 987007260381905171
- Nederlandse Thesaurus van Auteursnamen: 070423539
- Réseau des bibliothèques de Suisse occidentale: 02-A012379427
- Istituto Centrale per il Catalogo Unico: RAVV075093
- Système universitaire de documentation: 030654785
- Virtual International Authority File: 39424942
- WorldCat: E39PBJx4hVh9jbRbMg9DtFtxjC